# Contay
Contay ist eine nordfranzösische Gemeinde mit 310 Einwohnern (Stand 1. Januar 2022) im Département Somme in der Region Hauts-de-France. Sie gehört zum Arrondissement Amiens und zum Kanton Corbie.

## Geschichte
Contay wurde erstmals im Jahr 1113 als Cuntay erwähnt. Im 19. Jahrhundert war Contay ein für die Umgebung wichtiger Marktplatz, vor allem für den Handel mit Nutztieren. Von dieser Aktivität zeugen heute noch die Größe des Marktplatzes vor der Kirche sowie die dort erhaltenen Grenzsteine, die das Ausmaß des Marktes limitierten. Die Kirche selbst ist das einzige erhaltene Bauwerk aus dem Mittelalter, ihre Fertigstellung wird auf das Jahr 1457 datiert.

## Bevölkerungsentwicklung
- 1962: 294
- 1968: 301
- 1975: 285
- 1982: 294
- 1990: 333
- 1999: 353

## Sehenswürdigkeiten
Bei Contay befindet sich ein Soldatenfriedhof aus dem Ersten Weltkrieg. Dieser Contay British Cemetery wurde von Sir Reginald Blomfield entworfen und weist 1133 Gräber auf.

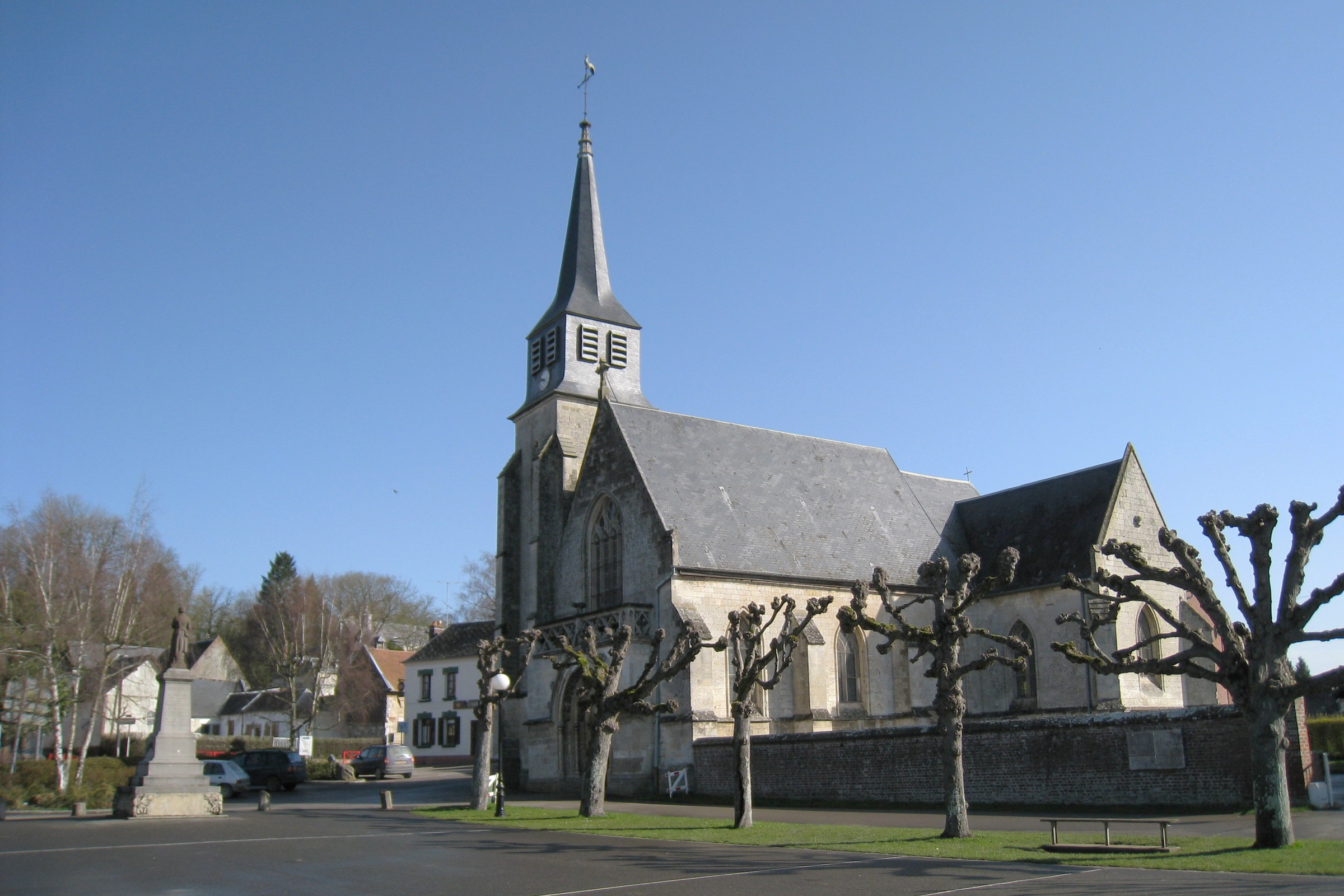
Kirche Saint-Hilaire
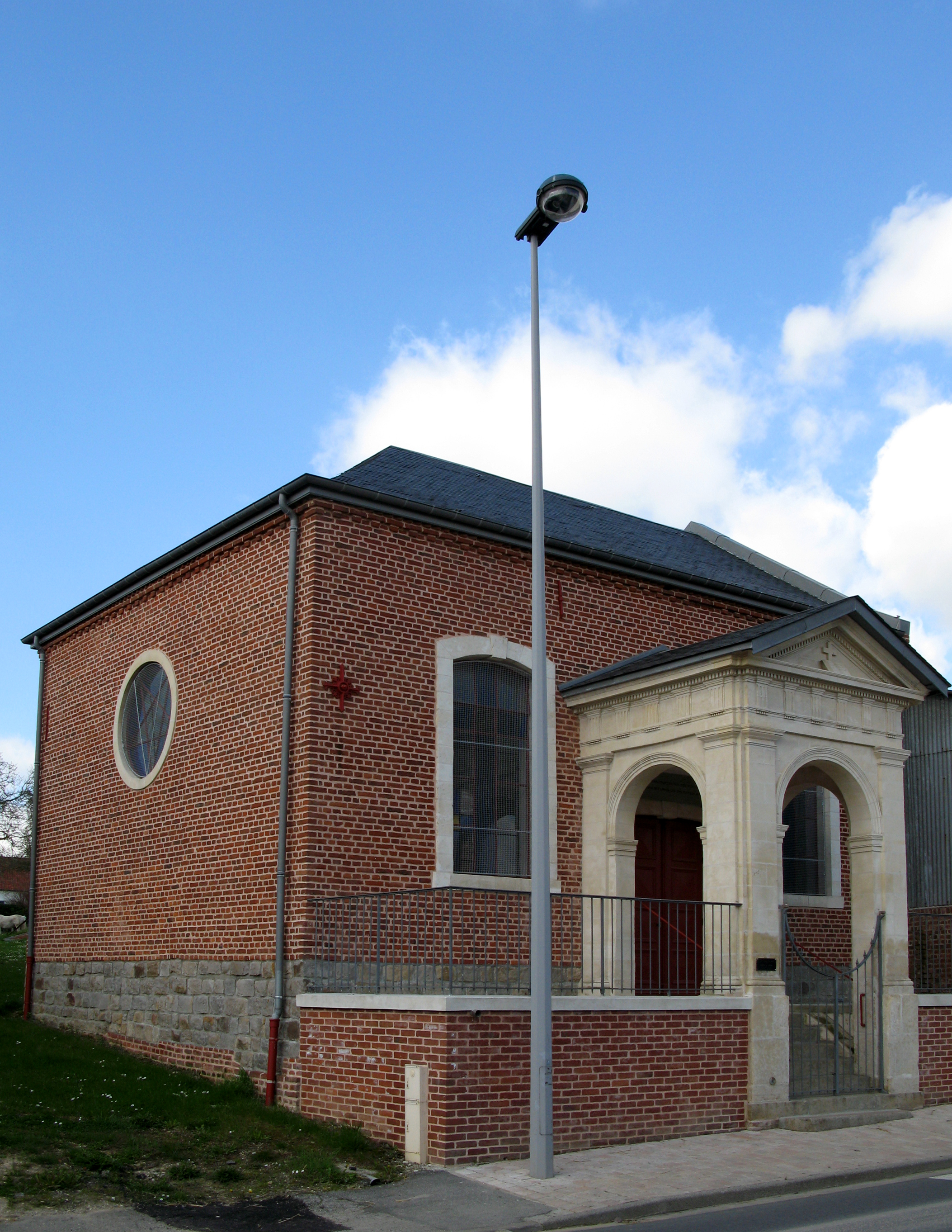
Protestantische Kirche